# Cryptocephalus luteolus
Cryptocephalus luteolus är en skalbaggsart som beskrevs av Newman 1840. Cryptocephalus luteolus ingår i släktet Cryptocephalus och familjen bladbaggar. Inga underarter finns listade i Catalogue of Life.